# Aulacopalpus pilicollis
Aulacopalpus pilicollis är en skalbaggsart som beskrevs av Leon Fairmaire 1883. Aulacopalpus pilicollis ingår i släktet Aulacopalpus och familjen Rutelidae. Inga underarter finns listade.